# Hách Liên Định
Hách Liên Định (tiếng Trung: 赫連定; bính âm: Hèlián Dìng) (?-432), biệt danh Trực Phần (直獖), là hoàng đế cuối cùng của nước Hạ vào thời Ngũ Hồ thập lục quốc trong lịch sử Trung Quốc. Ông là một trong số các con trai của hoàng đế khai quốc Hách Liên Bột Bột và là em trai của hoàng đế Hách Liên Xương. Sau khi Hách Liên Xương bị quân Bắc Ngụy bắt được vào năm 428, Hách Liên Định đã xưng đế và trong một vài năm đã cố gắng để chống lại các cuộc tấn công của Bắc Ngụy, song vào năm 430 ông đã để mất gần như toàn bộ lãnh thổ của mình. Năm 431, ông cố tiến về phía tây để nhằm đánh nước Bắc Lương và đoạt lấy lãnh thổ của nước này, song trên đường, ông đã bị vua Mộ Dung Mộ Hội (慕容慕璝) của Thổ Dục Hồn đánh chặn và bắt được, nước Hạ chấm dứt tồn tại. Năm 432, Mộ Dung Mộ Hội trao ông cho Thái Vũ Đế Thác Bạt Đảo của Bắc Ngụy, và Thái Vũ Đế đã xử tử ông.

## Dưới thời Hách Liên Bột Bột
Không rõ về thời điểm Hách Liên Định sinh ra, hay về mẹ ông. Năm 414, Hách Liên Bột Bột lập Hách Liên Hội (赫連璝) làm thái tử và phong tước công cho những người con trai khác, Hách Liên Định được lập làm Bình Nguyên công. Hách Liên Định được thuật lại là một người trẻ tuổi chểnh mảng và phù phiếm, và Hách Liên Bột Bột xem nhẹ ông và giao ít quyền lực cho ông.

## Dưới thời Hách Liên Xương
Sau khi Hách Liên Bột Bột qua đời vào năm 425, anh của Hách Liên Định là Hách Liên Xương (được lập làm thái tử năm 424) đã lên kế vị. Hách Liên Xương phong cho Hách Liên Định nhiều quyền lực hơn trước đó, và Hách Liên Định nhanh chóng trở thành một trong các tướng chính mà hoàng huynh dựa vào. Sau khi tướng Đạt Hề Cân (達奚斤) của nước Bắc Ngụy kình địch chiếm được thành Trường An vào năm 426, Hách Liên Xương đã cử Hách Liên Định tiến về phía nam vào mùa xuân năm 427 từ kinh thành Thống Vạn (統萬, nay thuộc Du Lâm, Thiểm Tây) để tái chiếm Trường An. Ông đã lâm vào thế bế tắc với Đạt Hề Cân tại Trường An.
Trong khi đó, biết rằng Hách Liên Định đang đem quân đi chinh chiến, Bắc Ngụy Thái Vũ Đế đã tấn công vào Thống Vạn, và Hách Liên Xương ban đầu muốn triệu Hách Liên Định trở về; song Hách Liên Định lại khuyên hoàng huynh rằng hãy bảo vệ Thống Vạn an toàn trước quân Bắc Ngụy, và đến khi ông chiếm được Trường An, ông sẽ trở lại và tấn công quân Bắc Ngụy từ hai phía. Hách Liên Xương đã chấp thuận và không giao chiến với quân Bắc Ngụy. Tuy nhiên, sau đó, do nhận được tin sai lệch rằng quân Bắc Ngụy đã cạn nguồn lương thảo, Hách Liên Xương đã ra lệnh tấn công Bắc Ngụy và bị đánh bại, ông ta chạy trốn đến Thượng Khuê (上邽, nay thuộc Thiên Thủy, Cam Túc). Bắc Ngụy chiếm được Thống Vạn. Khi hay tin Thống Vạn thất thủ, Hách Liên Đính đã từ bỏ chiến dịch và hội quân cùng Hách Liên Xương tại Thượng Khuê. Đạt Hề Cân đã đuổi theo để tiêu diệt Hạ. Có thể là vào thời điểm này, Hách Liên Xương đã thăng cho Hách Liên Định là Bình Nguyên vương.
Vào mùa xuân năm 428, sau khi rút từ Thượng Khuê đến Bình Lương (平涼, nay thuộc Bình Lương, Cam Túc), Hách Liên Xương đã tấn công và bao vây quân của Đạt Hề Cân, đội quân này bị ảnh hưởng bởi bệnh tật, tại An Định (安定, cũng thuộc Bình Lương ngày nay). Tuy nhiên, trong lúc bao vây, các tướng của Bắc Ngụy là An Trì Kiết (安遲頡) và Uất Trì Quyến (尉遲眷) đã thực hiện một cuộc tấn công bất ngờ, và Hách Liên Xương đã ngã ngựa rồi bị bắt. Hách Liên Định đã tập hợp các đội quân còn lại và rút lui về Bình Lương. Ông xưng làm hoàng đế Hạ.

## Trị vì
Trong khi đó, Đạt Hề Cân, xấu hổ về việc đã gần như bị Hách Liên Xương tiêu diệt tại An Định và chỉ thoát được nhờ tài của hai thuộc hạ An Trì và Uất Trì. Ông ta tiếp tục tấn công Hách Liên Định ở Bình Lăng. Một viên quan cấp thấp đã bị buộc tội của Bắc Ngụy đã chạy trốn đến doanh trại của quân Hạ và tiết lộ chuyện quân của Đạt Hề Cân thiếu nguồn lương thảo và nước sạch. Hách Liên Định sau đó đã tấn công và bắt được Đạt Hề Cân. Khi biết tin, tướng Bắc Ngụy tên là Khâu Đôn Đôi (丘敦堆), lúc này đang trấn thủ An Định, đã hoảng sợ và chạy trốn đến Trường An, và sau đó cùng với tướng chỉ huy ở Trường An là Thác Bạt Lễ (拓拔禮) chạy đến Bồ Phản (蒲阪, nay thuộc Vận Thành, Sơn Tây), quân Hạ vì thế đã chiếm lại được Trường An và vùng Quan Trung.
Vào mùa hè năm 428, Hách Liên Định cử sứ thần đến Bắc Ngụy cầu hòa. Đáp lại, Thái Vũ Đế đã ra chiếu chỉ lệnh cho ông phải đầu hàng, song ông đã không làm như vậy. Trong một chuyến săn bắn ông đã có thể nhìn thấy cố đô Thống Vạn từ xa, Hách Liên Định than rằng nếu Hách Liên Bột Bột lập ông làm thái tử thì Thống Vạn sẽ không thất thủ. Tuy nhiên, ông đã không dám cố gắng lấy lại Thống Vạn.
Vào mùa xuân năm 430, Lưu Tống mở một chiến dịch lớn chống lại Bắc Ngụy, và Bắc Ngụy đã tạm thời phải từ bỏ lãnh thổ phía nam Hoàng Hà. Hách Liên Định khi đó đã liên minh với Lưu Tống Văn Đế Lưu Nghĩa Long để đánh Bắc Ngụy, đồng ý rằng nếu diệt được Bắc Ngụy thì lãnh thổ cũ của Bắc Ngụy ở phía bắc Hoàng Hà với các châu ở phía đông Thái Hành Sơn sẽ về tay Lưu Tống còn lãnh thổ phía tây Thái Hành Sơn sẽ về tay Hạ. Tuy nhiên, đã không bên nào thực sự có ý định tấn công lãnh thổ ở phía bắc Hoàng Hà của Bắc Ngụy trước tiên, và chờ đợi phía bên kia sẽ hành động, và Thái Vũ Đế của Bắc Ngụy đã lợi dụng điều này và quyết định tiêu diệt Hách Liên Định trước. Vào mùa thu năm 430, ông đích thân dẫn quân tấn công trực diện vào Bình Lương.
Trong khi đó, vua Khất Phục Mộ Mạt của Tây Tần, không thể chịu được áp của Bắc Lương và Thổ Dục Hồn, nên đã tìm cách đầu hàng Bắc Ngụy, và khi Bắc Ngụy hứa sẽ trao cho ông ta hai quận Bình Lương và An Định của Hạ làm lãnh địa, ông ta đã bỏ kinh thành Phu Hãn (枹罕, nay thuộc Lâm Hạ, Cam Túc) và tiến về phía đông, định đến chỗ quân Bắc Ngụy ở Thượng Khuê. Khi hay tin này, Hách Liên Định đã đích thân dẫn quân cố chặn đường Khất Phục Mộ Mạt, quân Tây Tần dừng lại ở Nam An (南安, nay thuộc Lũng Tây, Cam Túc), còn lãnh thổ Tây Tần hầu hết đều rơi vào tay Thổ Dục Hồn.
Mặc dù vậy, do thời gian này hoàng đế Bắc Ngụy đã đến Bình Lương cùng với Hách Liên Xương (đã được lập làm Tần vương), ông ta ra lệnh cho Hách Liên Xương cố thuyết phục người trấn thủ Bình Lương, một em trai của Hách Liên Định tên là Hách Liên Xã Can (赫連社干) đầu hàng. Hách Liên Xã Can ban đầu từ chối. Hách Liên Định hay tin Bình Lương bị tấn công, đã có quay trở lại Bình Lương để giải cứu thành, song trên đường đi có một tướng Bắc Ngụy tên là Thổ Hề Bật (吐奚弼) đã lừa ông tấn công bằng cách giả vờ đội quân của mình có thực lực yếu. Thổ Hề Bật sau đó đã đánh bại Hách Liên Định, ông sau đó buộc phải rút lui đến Thuần Cô nguyên (鶉觚原, nay thuộc Bình Lương). Quân Bắc Ngụy bao vây ông, và quân của ông trở nên đói và khát. Sau vài ngày, ông buộc phải chiến đấu để phá vây, song quân lính của ông hầu như đã sụp đổ, và bản thân ông thì bị thương nặng. Ông tập hợp các đám quân còn lại và chạy trốn đến Thượng Khuê.
Khoảng tết năm 431, Hách Liên Xã Can và một người anh em khác tên là Hách Liên Độ Lạc Cô (赫連度洛孤) đã dâng Bình Lương cho Bắc Ngụy, và An Định cũng thất thủ. Hoàng đế Bắc Ngụy bắt được Hoàng hậu của Hách Liên Định và gả bà cho tướng Đậu Đại Điền (豆代田) làm tiểu thiếp. Những người trấn thủ các thành khác của Hạ cũng đều chạy trốn hoặc bị bắt, Bắc Ngụy do vậy đã chiếm được các thành này. Hách Liên Định cảm thấy rằng ông không thể giữ được Thượng Khuê lâu hơn nữa, vì vậy ông đã cử thúc phụ Hách Liên Vi Phạt (赫連韋伐) đi đánh thành cuối cùng của Tây Tần là Nam An. Người dân Nam An đã bị thiếu lương thảo trầm trọng đến nỗi họ phải ăn thịt đồng loại. Khất Phục Mộ Mạt đã không thể làm gì hơn ngoài việc đầu hàng. Hách Liên Vi Phạt đã giải Khất Phục Mộ Mạt đến Thượng Khuê, và Hách Liên Định đã cho xử tử người này cùng gia tộc của ông ta.
Hách Liên Định sau đó tiến về phía đông và băng qua Hoàng Hà ở Trị Thành (治城, thuộc Lâm Hạ ngày nay), có ý định tấn công Bắc Lương và đoạt lấy lãnh thổ của nước này. Tuy nhiên, vua Mộ Dung Mộ Hội (慕容慕璝) của Thổ Dục Hồn đã đoán ra được ý định này và đã cử các anh em là Mộ Dung Mộ Lợi Diên (慕容慕利延) và Mộ Dung Thập Kiền (慕容拾虔) đi đánh chặn Hách Liên Định khi quân Hạ vượt sông, quân Thổ Dục Hồn đã tấn công và bắt được Hách Liên Định, chấm dứt sự tồn tại của Hạ.

## Sau khi bị Mộ Dung Mộ Hội bắt
Mộ Dung Mộ Hội ban đầu không giết chết Hách Liên Định. Tuy nhiên, vào mùa thu năm 431, ông ta cử sứ giả đến Bắc Ngụy để bày tỏ lòng trung thành của mình và bảy tỏ rằng mình sẵn sàng đưa Hách Liên Định đến Bắc Ngụy. Đáp lại, Thái Vũ Đế của Bắc Ngụy phong tước vương cho Mộ Dung Mộ Hội như một phần thưởng, và đến mùa xuân năm 432 Mộ Dung Mộ Hội đã đưa Hách Liên Định đến Bắc Ngụy. Hoàng đế Bắc Ngụy đã xử tử Hách Liên Định.